# Premolare
I premolari rappresentano la serie di denti frapposti tra i canini e i molari della dentizione umana. 
In tutto sono 8, due per ogni emiarcata (cioè 4 per ogni arcata), occupano il quarto e quinto posto e prendono il nome di primo e secondo premolare superiore ed inferiore: 
- primo premolare superiore;
- secondo premolare superiore;
- primo premolare inferiore;
- secondo premolare inferiore;

pari e simmetrici (ogni elemento è presente sulle due emiarcate destra e sinistra). 
I premolari sono così chiamati perché precedono i molari, e possiedono caratteristiche intermedie tra i molari ed il canino, il dente che precede i premolari medesimi, sia da un punto di vista morfologico che funzionale.
Sono anche detti bicuspidi (dall'anglosassone bicuspids) perché nella maggior parte possiedono due cuspidi, tranne il secondo premolare inferiore che, in una buona percentuale di casi possiede tre cuspidi: due linguali (cuspide mesio-orale e cuspide disto-orale) ed una vestibolare (più grande).
Sono denti monoradicolati (con una sola radice) tranne il primo premolare superiore che per il 70% dei casi può presentarne due, una vestibolare e una linguale leggermente più piccola, nel restante 30% ne presenta solo una ma con due canali pulpari.
I premolari superiori sono molto simili tra loro differiscono solo per le dimensioni (infatti il secondo è leggermente più piccolo del primo) mentre i premolari inferiori sono piuttosto diversi tra loro, infatti il primo è più piccolo del secondo e possiede due cuspidi, il secondo, leggermente più grande, può avere tre cuspidi ed una faccia occlusale inscrivibile in una forma quasi quadrata.

## Odontogenesi
I premolari sono denti difisari, ovvero il loro sviluppo prevede la formazione di un primo dente definitivo (o permanente) a partire dalla lamina dentale da cui si originano i molari da latte (o decidui), ovvero elementi dentari di una serie diversa. Questo li differenzia dai denti succedanei (i denti frontali).

## Funzione
Quest'elemento dentale svolge tre funzioni principali: 
- insieme ai molari costituisce i denti del settore posteriore cuspidati: a differenza dei frontali, che sono dotati di un margine incisale utile nell'incisione del cibo, questi possiedono un tavolato occlusale utile alla triturazione del cibo;
- collabora con i canini nella funzione di strappo del cibo;
- collabora con i canini nella disclusione dell'ingranaggio molare nei movimenti di lateralità della mandibola.